# John Rhys-Davies
John Rhys-Davies (Ammanford, Carmarthenshire, Gales, 5 de mayo de 1944) es un actor británico, conocido principalmente por su papel de Sallah en las películas de Indiana Jones así como por su papel del enano Gimli en la trilogía cinematográfica de El Señor de los Anillos, y poniendo la voz de Bárbol en la misma.

## Biografía
Nacido en 1944, se crio en Inglaterra, África y Gales. Atribuye a su temprana exposición a la literatura clásica su decisión de dedicarse a la interpretación. Tras refinar su técnica en la célebre Royal Academy of Dramatic Art y en la Universidad de East Anglia en Norwich, donde se graduó como actor en el estilo de teatro shakespeariano, comenzó a interpretar personajes de corte épico. Ha interpretado a personajes como Otelo, Hamlet, Macbeth, Enrique IV, Hedda Gabler y El misántropo, de Molière.
En sus inicios interpretó varios papeles secundarios, destacando la miniserie clásica Yo, Claudio, protagonizada por Derek Jacobi, y en la serie británica The Naked Civil Servant, protagonizada por John Hurt.
Rhys-Davies debutó en el cine con El molino negro (The Black Windmill) en 1974, que tenía como protagonista a Michael Caine.
Una vez consolidado tanto en cine como en televisión hizo su aparición en la serie de televisión Shogun, como el piloto Vasco Rodrigues y por la que obtuvo una nominación a los premios Emmy. También ha actuado en dos de las películas de Indiana Jones (El arca perdida y La última cruzada) como Sallah, el amigo del protagonista; como el profesor Challenger en las películas Lost World y su secuela; en la serie de televisión Sliders, como el profesor Maximilian Arturo; y como la voz del padre de Aladdin en Aladdin and the King of Thieves. En los últimos años, se hizo mayormente conocido por aparecer en la trilogía cinematográfica de El Señor de los Anillos, como Gimli y poniendo la voz de Bárbol. También ha actuado en el modo campaña del videojuego Star Citizen interpretando a Randall Graves en Squadron 42.

## Vida personal
En 1966 se casó con Suzanne Wilkinson, una traductora. Tuvieron dos hijos, Ben y Tom. Aunque se separó de Suzanne (a quien le diagnosticaron la enfermedad de Alzheimer en 1995) no se divorció y permaneció cerca de ella hasta su muerte en agosto de 2010.  Convive con Lisa Manning desde 2004, juntos tienen una hija, Maia.
John Rhys-Davies es coleccionista de automóviles. Vive en la dependencia británica de la Isla de Man y su vida transcurre entre Los Ángeles (Estados Unidos) y esta isla.
En 2020 se unió al proyecto Northmoor  como una iniciativa para comprar la casa de J. R. R. Tolkien y utilizarla como centro cultural para los seguidores del autor de El Señor de los Anillos.

## Filmografía
Rhys-Davies ha rodado más de cien películas, en papeles de todo tipo, y tanto de actor principal como secundario. Entre éstas algunas muy destacables como la saga de Indiana Jones, la saga de El señor de los anillos o 007: Alta tensión.
También su producción televisiva es muy abundante con más de 45 actuaciones en series o miniseries (algunas tan conocidas como Yo, Claudio o Shogun), y unos 50 telefilmes (entre otros Catalina la Grande o Britannic). 
También es prolífico su trabajo como doblador, prestando su voz a numerosos personajes de animación tanto en cine como en televisión y en videojuegos.

## Premios y nominaciones
Premios del Sindicato de Actores
| Año  | Categoría     | Trabajo nominado                                 | Resultado |
| ---- | ------------- | ------------------------------------------------ | --------- |
| 2003 | Mejor reparto | El Señor de los Anillos: el retorno del Rey      | Ganador   |
| 2002 | Mejor reparto | El Señor de los Anillos: las dos torres          | Candidato |
| 2001 | Mejor reparto | El Señor de los Anillos: la Comunidad del Anillo | Candidato |